# Diabrotica gorhami
Diabrotica gorhami là một loài bọ cánh cứng trong họ Chrysomelidae. Loài này được Baly miêu tả khoa học năm 1890.